# Ananke (księżyc)
Ananke (Jowisz XII) – księżyc Jowisza, odkryty 28 września 1951 roku przez Setha Barnesa Nicholsona w Obserwatorium Mount Wilson w Kalifornii.

## Nazwa
Jego nazwa pochodzi z mitologii greckiej – Ananke była jedną z kochanek Zeusa. Nazwę tę księżyc oficjalnie nosi od 1975, wcześniej był określany jako Jowisz XII, a w pewnym okresie proponowano dla niego nazwę Adrastea (którą nosi obecnie inny satelita tej planety).

## Charakterystyka fizyczna
Średnica Ananke wynosi 28 km. Jest to ciało zbudowane głównie z krzemianów, o niskim albedo – tylko 4% światła słonecznego odbija się od jego powierzchni. Jasność absolutna Ananke wynosi 12,2 magnitudo.
Księżyc ten porusza się po orbicie ruchem wstecznym – w kierunku przeciwnym niż ruch obrotowy Jowisza wokół własnej osi. Jest największym ciałem grupy Ananke.